# Художествена галерия „Борис Денев“
Художествена галерия „Борис Денев”
Художествената галерия във Велико Търново се намира в централната част на града и е част от цялостен ансамбъл, включващ още монумент „Асеневци“ и алея „Творци на България с принос към Велико Търново“. Институцията има дълга история, която започва със събирането на колекция от произведения на изкуството и продължава с търсенето и намирането на сграда, където те да бъдат съхранявани и представяни. Необходимостта от експозиционно пространство е осъзната още в началото на ХХ век, но пред създаването и развитието му през годините се появяват различни трудности. Минава дълго време преди галерията да се установи окончателно в адаптираната за нейните нужди сграда в местността „Боруна“. 
Разположение:
Местността „Боруна“ е част от масива Света гора. Разположена е в южната част на Велико Търново в тесния завой на река Янтра. Оформен като полуостров от коритото на реката, което променя посоката си на течение на 180 градуса, хълмът „Боруна“ прилича на огромен кораб, живописно изваян от извивките на Янтра и е една от най-впечатляващите природни забележителности във Велико Търново. 
След Освобождението, и с оглед атрактивното разположение, на „Боруна“ е отредено специално място в плана на града, макар районът да остава незастроен до 20-те години на XX-ти век. 
С появата на Стамболовия мост около 1900 година обществеността обмисля възможността районът да се социализира. Търновската окръжна постоянна комисия възобновява идеята на художника Димитър Багрилов за откриване на занаятчийско училище и избира това място като най-подходящо.
Сграда:
Строежът на сградата, проектирана от арх. Христо Тотев, започва през 1925 година. Сградата в стил бидермайер обаче остава незавършена и проектът е прекратен в начален етап поради липса на средства. В началото на 30-те години на XX век около сградата е оформен парк – зона за отдих на открито, а сградата е довършена и превърната в седалище на Севернобългарския ветеринарен институт, а в последствие и на местното полицейско управление. 
През 1985 година се провеждат мащабни национални чествания по повод 800-годишнината от въстанието на братята Асен и Петър във Велико Търново. По този повод е открита за посещения художествената галерия, разположена в адаптираната от арх. Никола Николов сграда в парк „Боруна“.   Архитектът, който избира адаптацията пред реновацията за тази сграда, запазва някои от основните характеристики на обекта. Обемно-пластичното и архитектурно-художественото решение за галерията е свързано с разположението на сградата в най-живописната част на стария град. Строежът предлага опростена хармонична схема на плановата композиция с ясно изразен централен вход и симетрично редуване на отворите през двата основни етажа и невисок мансарден етаж. Основна промяна претърпяват мансардният етаж и покривното пространство. Изградена е нова конструкция с горно осветление и покрив с декоративно медно покритие. Във вътрешната част остава стълбището с оригиналния парапет и подовата мозайка. Особено внимание е отделено на оформянето на всички вътрешни пространства. Разположението на залите на двата етажа е еднакво и това дава възможност да се осъществи единен принцип при трактовката на основните елементи на пространствата – подове, стени и тавани.
Експозиция и фондохранилище:
Събирането на художествената колекция започва през 30-те години на ХХ век като част от дейността на читалище „Надежда“. Първоначалната идея на инициаторите е експонираните творби да показват живописното разположение, архитектурата и историята на града – разказ за забележителното минало, настояще и бъдеще на столицата на Втората българска държава. 
На 20.02.1938 година в един от салоните на читалището се открива изложба, в която участват 14 автори от Велико Търново. Художникът Стоян Василев е избран за уредник на залата с картини и така е поставено началото на своеобразна Постоянна художествена експозиция в града. Спорен остава нейният характер на постоянна, тъй като залите на читалището се използват и за други дейности. Уредникът Стоян Василев въпреки трудностите се старае да създаде възможно най-добрите условия. Организира провеждане на сказки с гостуващи и местни лектори, чрез които гражданите и гостите на града имат възможност да се запознаят със световната класика в изобразителното изкуство. В началния етап, когато няма достатъчно картини, предлага да подреди свои пейзажи от Велико Търново, които постепенно да подменя с други, за да се поддържа интереса на посетителите. През годините колекцията нараства и разширява тематичния си обхват.
През 1953 година фондът преминава от читалище „Надежда“ към Държавния исторически музей, сега РИМ-Велико Търново. Църквата „Св. Спас“ е специално пригодена за експозиционно пространство и художествената колекция за пръв път получава самостоятелна сграда, в която е официално открита през 1957 година. 
През април 1969 г. вече Окръжната художествена галерия се отделя като самостоятелна културна институция, а експозицията е преместена в жилищни помещения на ул. „Христо Караминков“. През 70-те години се появяват проблеми, свързани с непригодността на базата и фондохранилището. Произведенията се съхраняват и експонират в приземните етажи на жилищни сгради на ул. „Христо Караминков“. Липсата на отводнителни съоръжения води до появата на влага, която уврежда много експонати. Въпреки тези проблеми фондът продължава да нараства и галерията създава тематични експозиции във връзка с обществени събития и годишнини в градовете Елена, Бяла черква, Горна Оряховица. Те са популяризирани чрез местната преса, покани, плакати и афиши. За организираните посетители се изнасят екскурзоводски беседи. Като продължение на традицията на сказките се провеждат разговори между посетители и художници при откриването на изложби и се прожектират диапозитиви. 
През 1976 година проблемът с увредените експонати се задълбочава и Градският общински народен съвет съставя план, според който трябва да се построи нова сграда за художествения музей и тя да бъде готова за честванията на 1300-годишнината от основаването на българската държава. Планът не се реализира в този вид. 
Художественият музей получава постоянно изложбено пространство през 1985 година, когато се състоят мащабните национални чествания на 800 години от въстанието на Асен и Петър. Първата изложба на художествената галерия на „Боруна“ отваря врати за посетители  на 16 ноември 1985 година.
През 2003 година по случай 120-ата годишнина от рождението на най-известния търновски художник галерията получава името Борис Денев, в унисон с националната и световна традиция местните галерии да носят имената на своите регионални светила в изкуството. Борис Денев проявява яркия си талант рано и е познат с произведенията си в различни жанрове на живописта и рисунката. Като съвсем млад печели конкурса за главен художник към Министерството на отбраната. В творческия си път като артист на свободна практика той създава предимно пейзажи, интерпретирани с романтично-реалистичен подход, непосредственост, конструктивност и панорамност. Към днешна дата галерията притежава близо 250 живописни и рисунъчни произведения на автора, а в постоянната експозиция са представени близо 40 от тях. 
Постоянната експозиция на Художествена галерия „Борис Денев“ включва около 250 произведения (живопис, графика и скулптура), разположени на два етажа с камерни зали, през които се преминава от една в друга. На първия етаж се разполага гостуващата колекция икони собственост на Регионален исторически музей Велико Търново. В следващата част на експозицията е представена една от най-ярките епохи в българската култура – Възраждането – време на икономически, социален и културен подем. Особено важна е тематичната експозиция на историческа тема „Велико Търново през погледа на художника“, която представя основни моменти от Второто българско царство. На втория етаж са подредени произведения на едни от най-известните български художници както от местно, така и от национално значение. Сред представените имена могат да се видят:
Александър Поплилов, Александър Терзиев, Альоша Кафеджийски, Андрей Даниел, Анета Дръгушану, Бенчо Обрешков, Благой Иванов, Борис Денев, Васил Стоилов, Владимир Димитров – Майстора, Галилей Симеонов, Греди Асса, Григор Спиридонов, Димитър Казаков – Нерон, Димитър Киров, Димитър Чорбаджийски – Чудомир, Елисавета Консулова Вазова, Златю Бояджиев, Иван Бочев, Иван Маринов, Иван Христов, Илия Петров, Йоан Левиев, Калина Тасева, Кирил Мескин, Любомир Прахов, Маргарита Пуева, Мотко Бумов, Ненко Маров, Никола Хаджитанев, Николай Павлович, Панайот Димитров – Понката, Петранка Кац, Петър Чуклев, Райко Алексиев, Рафаел Михайлов, Светлин Русев, Симеон Венов, Спиридон Борисов, Станислав Памукчиев,Стефан Лютаков, Стоимен Стоилов, Христо Нейков, Янаки Манасиев и др.
Във фондохранилището се съхраняват близо 5000 експоната, обособени в раздели живопис, графика и скулптура. Сред тях се откроява една от най-богатите в страната колекциии от произведения на историческа тема. 
Директори:
През годините от обособяването на галерията като самостоятелна културна институция до днес, нейни директори са: 
Нестор Иванов (1969 – 1984)
проф. Георги Костов (1985 – 2006)
Ганчо Карабаджаков, (2008 – 2011) и (2020 – 2021)
Николай Сираков (2011 – 2020)	
д-р Мартин Митев (2021 –        ) 